# Blason de l'État de Santa Catarina

Blason de l'État de Santa Catarina.

Le blason de l'État de Santa Catarina est l'un des symboles officiels de l'État brésilien de Santa Catarina. 
Il fut institué par la loi n°126, le 15 août 1895, en même temps que le drapeau de l'État. 

## Description
Les armes de l'État sont constituées d'une étoile blanche, devant laquelle se place un aigle vu de face, aux ailes étendues. L'aigle tient dans sa patte droite une clef et dans sa patte gauche une ancre, les deux se croisant. Un écu portant l'inscription « 17 novembre » à l'horizontale est placé sur la poitrine de l'aigle. Un rameau de blé et une branche de café entourent l'aigle, respectivement à gauche et à droite. Ils sont liés en partie inférieure par un ruban de couleur rouge, flottant, qui porte l'inscription « État de Santa Catarina » en lettre blanche. La pointe supérieure de l'étoile est surmontée d'un bonnet phrygien.

## Signification
- le bonnet phrygien symbolise les forces républicaines qui dirigent l'État ;
- la branche de café symbolise le travail du littoral et le rameau de blé celui de la terre ;
- la clé rappelle que Santa Catarina occupe une position stratégique de premier ordre ;
- l'aigle représente les forces de production ;
- l'écu porte la date d'implantation de la République à Santa Catarina, le 17 novembre 1889.